# نظرية البرهان
نظرية البرهان (بالإنجليزية: Proof theory)‏ هي أحد فروع المنطق الرياضي الذي يتعامل مع البرهان كائنا رياضيا شكليا، مسهلا بذلك عملية تحليل البرهان بالتقنيات الرياضية. تمثل البراهين عادة بنى بيانات معرفة حدسيا، مثل القوائم المنبسطة (plain lists) أو القوائم المعلبة (boxed lists) أو الأشجار، التي تتشكل بناء على بدهيات وقواعد الاستدلال rules of inference للنظام المنطقي. بهذا تكون نظرية البرهان نحوية بطبيعتها، بعكس نظرية النموذج أو نظرية المجموعات البديهية أو نظرية الاستدعاء الذاتي. نظرية البرهان أحد ما يسمى الأعمدة الأربع لأسس الرياضيات.
يمكن أن تعتبر نظرية البرهان أحد فروع المنطق الفلسفي أيضا، حيث يكون الاهتمام المبدئي بفكرة بالمعنى البرهاني النظري proof-theoretic semantics، وهي فكرة تعتمد على أفكار تقنية في نظرية البرهان البنيوية structural proof theory لتكون مقبولة.